# Mylothris superbius
Mylothris superbius is een vlinder uit de familie van de witjes (Pieridae). De wetenschappelijke naam van de soort is voor het eerst geldig gepubliceerd door Kielland.